# Habroloma griseonigrum
Habroloma griseonigrum (лат.) — вид златок рода Habroloma из подсемейства Agrilinae.

## Описание
Мелкие жуки-златки (около 3 мм). От близких видов отличается следующими признаками: надкрылья покрыты сероватыми волосками, за исключением V-образной серебристой полоски, которая впереди соседствует с V-образной черной полоской; простернальный отросток слегка расширен в заднем направлении. Брюшная поверхность тела уплощена; индекс толщины (толщина тела/длина тела) менее 0,36; простернальный отросток как перевернутая трапеция, задний край линейно усечён.
Растение-хозяин. Буковые (Fagaceae): Quercus glauca, Quercus acutissima, Quercus serrata, Дуб острейший (Quercus acuta), Quercus hondae.
Листовая мина. Коричневая пятнистая мина на зрелом листе. Яйцо откладывается у края основания листа, и мина расширяется вверх вдоль края листа. Мякоть нитевидная.